# وادي جافايتي
وادي جافايتي يقع في قضاء رانية في محافظة السليمانية شمال العراق، يتميز الوادي بطبيعته الخلابة ووفرة البساتين ومصادر المياه التي تشكل عامل جذب للسياح. سابقاً هوجم الوادي في 22 شباط 1988 بعمليات الانفال التي نفذها نظام صدام حسين، والتي استمرت لمدة ثلاثة أسابيع.